# Negrine
Negrine (em árabe: نقرين) é uma comuna localizada na província de Tébessa, Argélia. Sua população estimada em 2008 era de 9 445 habitantes.

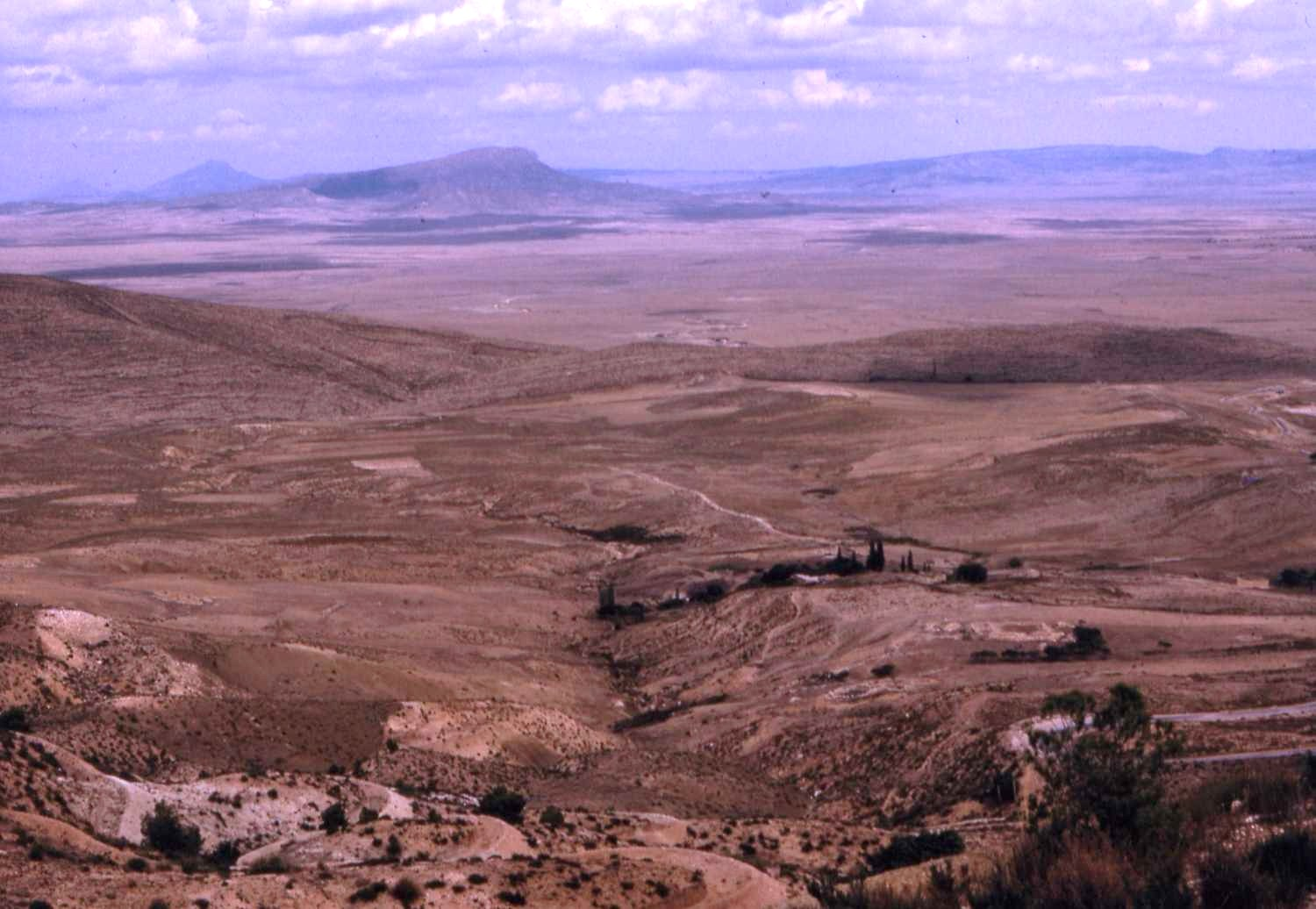
Área de Negrine